# Tsū (Soziales Netzwerk)
Tsū war ein soziales Netzwerk, das ab 2013 online und ab Oktober 2014 öffentlich zugänglich war und Ende November 2014 eine Million Nutzer hatte. Anfang Januar 2015 erreichte Tsu die Marke von 2 Mio. Benutzern.
Tsu wurde in den USA von Sebastian Sobczak, Thibault Boullenger, sowie Drew Ginsburg gegründet und war nur in englischer Sprache verfügbar. Die Oberfläche und die meisten Funktionen (persönliches Profil, Freunde, Nachrichten, Statusmeldungen) waren sehr ähnlich derjenigen von Facebook. Veröffentlichte Inhalte blieben Eigentum des Autors. Das Unternehmen versprach, 90 % seiner Werbeeinnahmen an die Nutzer zu verteilen.
Tsu stellte den Betrieb am 2. August 2016 ein. Der Zugriff auf persönliche Daten wurde bis zum 31. August 2016 gewährt.